# Vườn quốc gia Sierra de las Quijadas
Vườn quốc gia Sierra de las Quijadas (tiếng Tây Ban Nha: Parque Nacional Sierra de las Quijadas) là một vườn quốc gia ở tỉnh San Luis, Argentina. Nó được thành lập vào năm 1991 và có diện tích khoảng 73.533 ha.
Khu vực này là quê hương của Lạc đà thảo nguyên lớn, lợn lòi Pecari, và Chuột lang mara Chaco. Tuy có khí hậu khô cằn nhưng nơi đây có sự phong phú về các loài động vật bao gồm báo sư tử, linh miêu, cáo xám, Chuột lang Patagon. Ngoài ra, vườn quốc gia có một số loài động vật hoang dã cần được bảo vệ, như rùa Chaco,Cắt lớn, Đại bàng ẩn sĩ vương miện, Cắt nhỏ cánh đốm, Thú có mai, Gubernatrix cristata và Cyanocompsa brissonii.